# Гимназија „Јосиф Панчић” Бајина Башта
Гимназија „Јосиф Панчић” је школа која се налази у Бајиној Башти на адреси Вука Караџића 32. У садашњој форми основана је 1965. године.

## Историјат
Из Грађанске школе, која је обновила рад 5. фебруара 1945. године, решењем Повереништва просвете НР Србије од 24. марта 1945. настала је нижа четвороразредна гимназија која је указом Министарства просвете НР Србије од 29. августа 1945. наставила рад као Државна нижа реална гимназија. Како би се поправили услови рада школе, марта 1946. године додељен јој је простор бившег хотела „Берза”. На седници Општинског одбора у Бајиној Башти почетком септембра 1955. године донета је одлука о престанку рада ниже гимназије.
Рад школе обновљен је 5. септембра 1965. године и носила је име „Милош Требињац”. Настава се одржавала у просторијама основних школа и бившег хотела, да би 1976. године била отворена нова зграда коју је установа почела да користи као Образовни центар за гимназијско и стручно образовање кадрова, обједињујући Гимназију „Милош Требињац” и Школу за квалификоване раднике. Одлуком Збора радних људи од 3. новембра 1978. године образовни центар је добио име „Јосиф Панчић”. Као самостална установа Гимназија „Јосиф Панчић” јавља се од 1. септембра 1990. године, након извршене поделе Образовног центра.

## Школа данас
Данас Гимназија броји око 300 ученика. Настава се одвија у добро опремљеним кабинетима, а школска библиотека располаже фондом од око 12000 књига.
Смерови:
- друштвено-језички
- природно-математички[2]

Дан школе се обележава 17. априла, у знак сећања на српског ботаничара по коме школа носи име.
Године 2020. Гимназија је била учесник првог пилотирања државне матуре.